# Verticiliové vadnutí

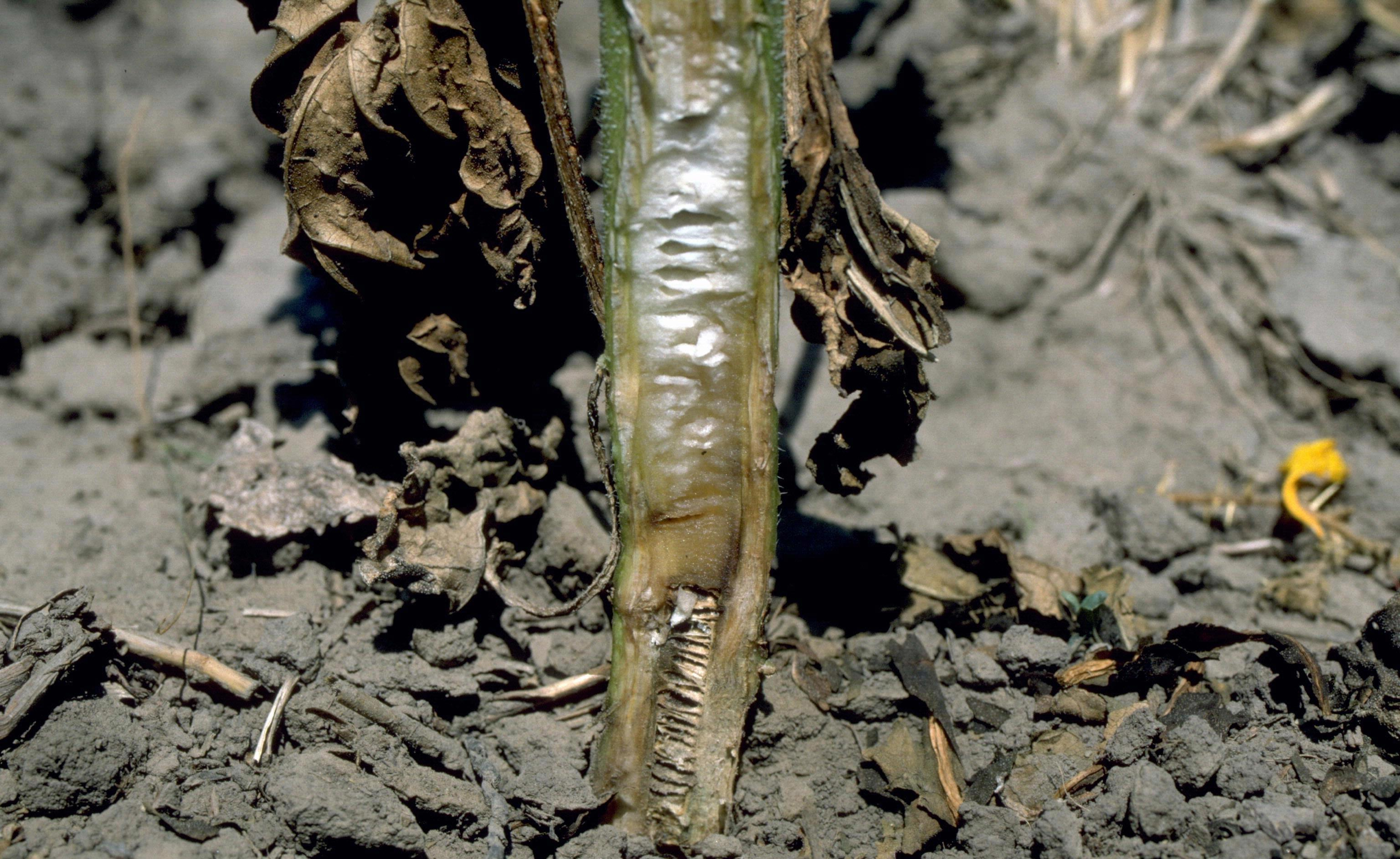
Verticillium dahliae na sunečnici.

Verticiliové vadnutí je houbová choroba rostlin způsobená houbami rodu přeslenatka Verticillium je uváděn původce Verticillium dahliae z čeledě Plectosphaerellaceae ale také přeslenatka běločerná (Verticillium albo-atrum).

## EPPO kód
- EPPO kód pro verticiliové vadnutí, patogen Verticillium dahliae - VERTDA[1]
- EPPO kód pro verticiliové vadnutí, patogen Verticillium albo-atrum - VERTAA [2]

## Synonyma patogena

### Vědecké názvy
Podle biolib.cz je pro patogena s označením Verticillium dahliae používáno více rozdílných názvů, například Verticillium albo-atrum var. caespitosum nebo Verticillium albo-atrum var. tuberosum.

## Hostitel
Verticiliové vadnutí napadá 300 druhů dvouděložných rostlin. Jednoděložné rostliny a kapradiny jsou proti chorobě imunní.

## Příznaky
- u starších dřevin řídké olistění a částečné odumírání koruny

- dlouhé oválné, šedé, nahnědlé skvrny na stonku
- listy žloutnou a usychají
- stonek je „hranatý“
- hnědé, ucpané cévní svazky na řezu
- celkové hnědnutí a nekrózy
- jednostranné (polovina listu) žloutnutí, vadnutí. a zasychání napadených listů
- kořeny černají

První příznaky napadení se objevují v květnu. Ve spodní třetině stonku se tvoří dlouhé oválné, šedé, nahnědlé skvrny. Napadení se šíří vzhůru. Listy žloutnou a usychají, někdy jen z poloviny listové čepele. Náhlé vadnou části nebo celé rostliny. Stonek zasychá a je hranatější, cévní svazky jsou na řezu tmavé.

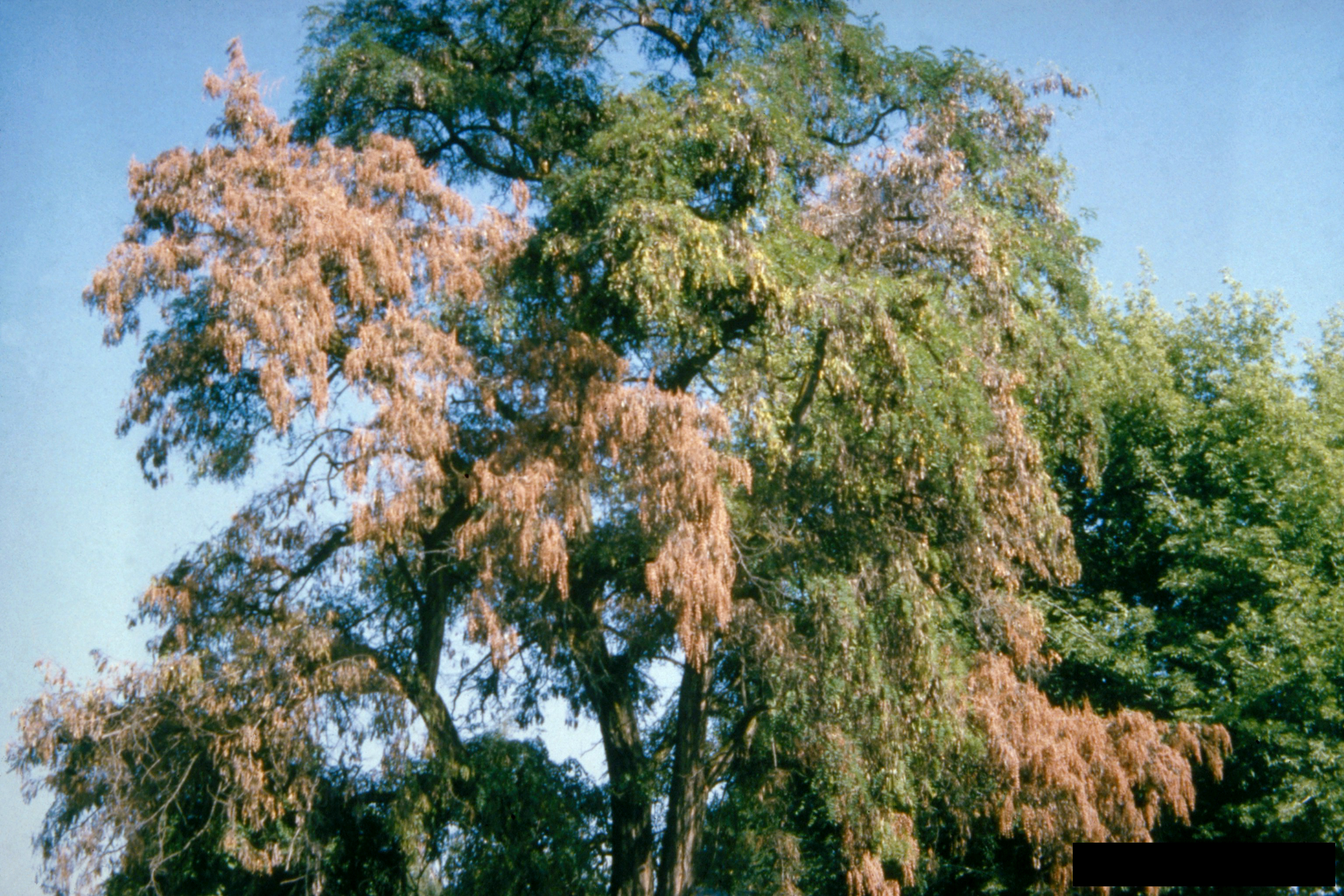
Symptom napadení houbou Verticillium alboatrum

### Možnost záměny
Záměna je možná s jinými původci odumírání kořenů, zejména houbou Leptosphaeria maculans nebo Sclerotinia sclerotiorum. Typické pro verticiliové vadnutí je výrazně černé zbarvení kořenů.

## Význam
Poškození se vyskytuje nepravidelně. Škody však mohou být mimořádně významné. Poškozovány jsou vnímavé druhy (javor, jasan, kaštanovník, lípa...) které odumírají během několika let po výsadbě.

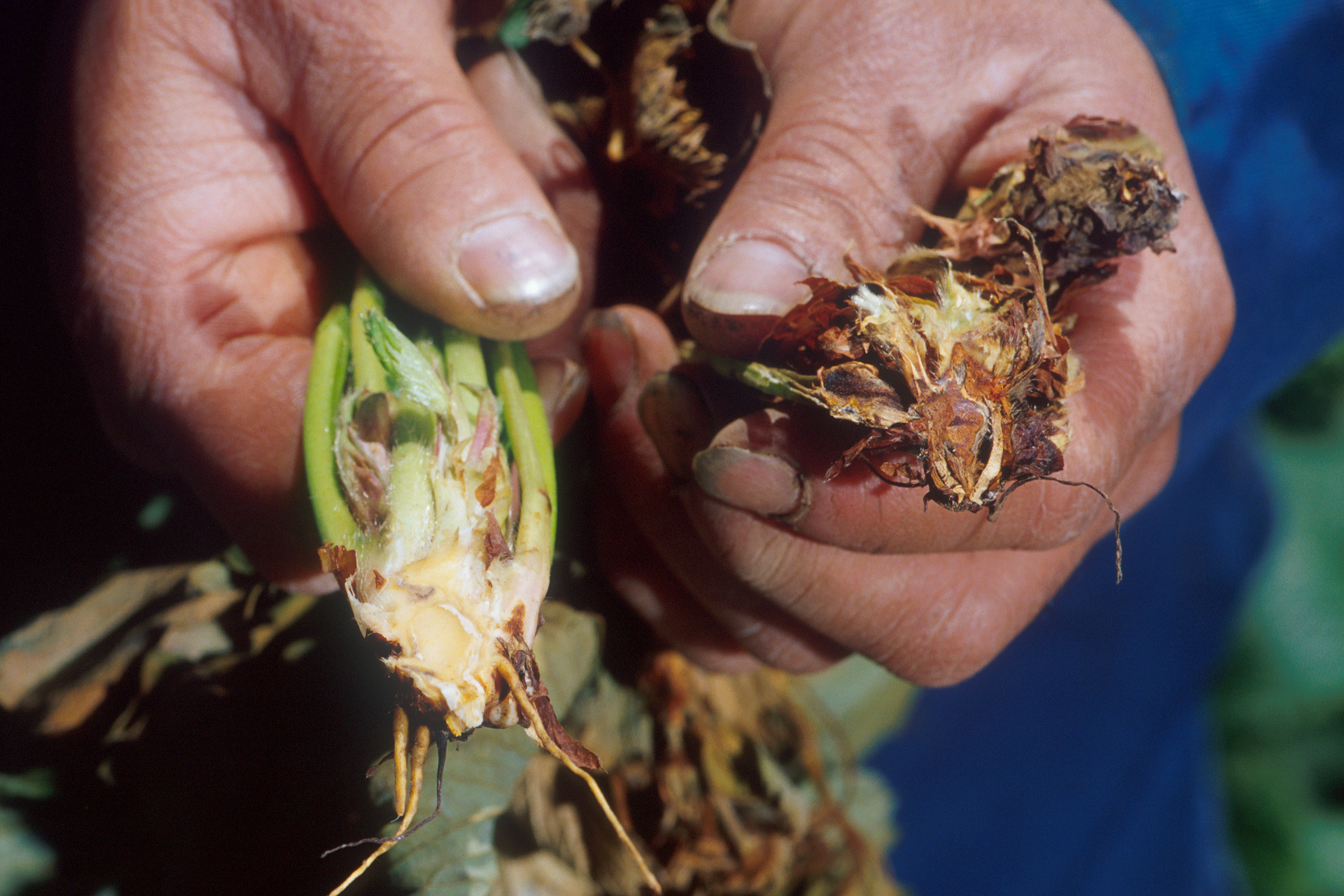
Verticillium na jahodníku vlevo napadená rostlina, vpravo zdravá.

## Biologie
K vyklíčení jsou mikrosklerocia stimulována kořenovými exsudáty. Je předpoklad, že verticilium často napadá rostliny, které jsou poškozené stresem. Teploty nepřekračující průměr 21-25 °C usnadňují infekci. Patogen proniká do kořenů náchylné rostliny v oblasti prodlužovacího růstu. Mycelium napadá xylemové tracheje, kde se tvoří konidie. Kolonizace cévního systému nastává, když jsou konidie unášeny v rostlině vodou nahoru. Jak napadená rostlina stárne, houba se rozvětvuje přes kortikální pletiva a tvoří mikrosklerocia. Ta jsou uvolněna do půdy z rostliny.
U jahodníku Verticillium v květnu až červenci při vysokých teplotách a dlouhodobém suchu vyvolává vadnutí starších okrajových listů, přičemž srdéčkové listy zůstávají tmavozelené. Napadené rostliny vytvářejí velké množství postranních kořenů a květních poupat, plody však nedozrávají. Na průřezu středního válce je vidět několik zhnědlých prstenců cévních svazků, kvůli nimž rostliny zaostávají v růstu. 

## Šíření
Půdou, s částmi rostlin a výpěstky. Když se dostane na pole, rozšiřuje se závlahovou vodou, infikovanými rostlinnými zbytky a částečkami půdy z nástrojů a mechanizace používaných na poli. Patogen do rostlin proniká poraněními na kořenech a větvích. Houba přežívá v půdě na rostlinných zbytcích nebo ve formě drobného, jako semeno vypadajícího mikrosklerocia, která vydrží v půdě až pět let. Podle jiných informací může na poli přežívat ve formě mikrosklerocia 12-14 let.

## Ochrana rostlin
Ohroženy jsou více porosty rostoucí na špatně zpracovaných, mikrobiálně málo aktivních půdách, které jsou nedostatečně zásobené živinami. Největší škody vznikají ve vlhkých letech na těžších půdách, kdy je půda v červnu trvale mokrá a kořeny trpí nedostatkem vzduchu. Napadení patrně zvyšují larvy květilek, které povrchově poškozují kořeny.

### Prevence
Ochranou je široký osevní postup a likvidace posklizňových zbytků. U dřevin vyloučení poranění a výměna velkého objemu zeminy. Chemická ochrana fungicidy není možná. V případě opakovaných silných poškození je nutné omezit pěstování náchylných rostlin v dané lokalitě.
Proti chorobě se lze bránit pěstováním zdravé sadby a rezistentních kultivarů. Mohou být vybírány odrůdy druhů s vyšší odolností, u řepky jsou to například Arot, Exagone, Goya, Benefit a Labrador. Náchylné odrůdy řepky jsou Recordie, DK Exfile, Oksana a Sitro. 
K silně náchylným odrůdám jahodníku patří např. 'Elsanta', 'Tenira' a 'Elvira', k málo náchylným 'Senga Sengana' a 'Redgauntlet'.

#### Chemická ochrana
Ve většině situací neefektivní.